# Sideroxylon
- Commons
- Wikispecies

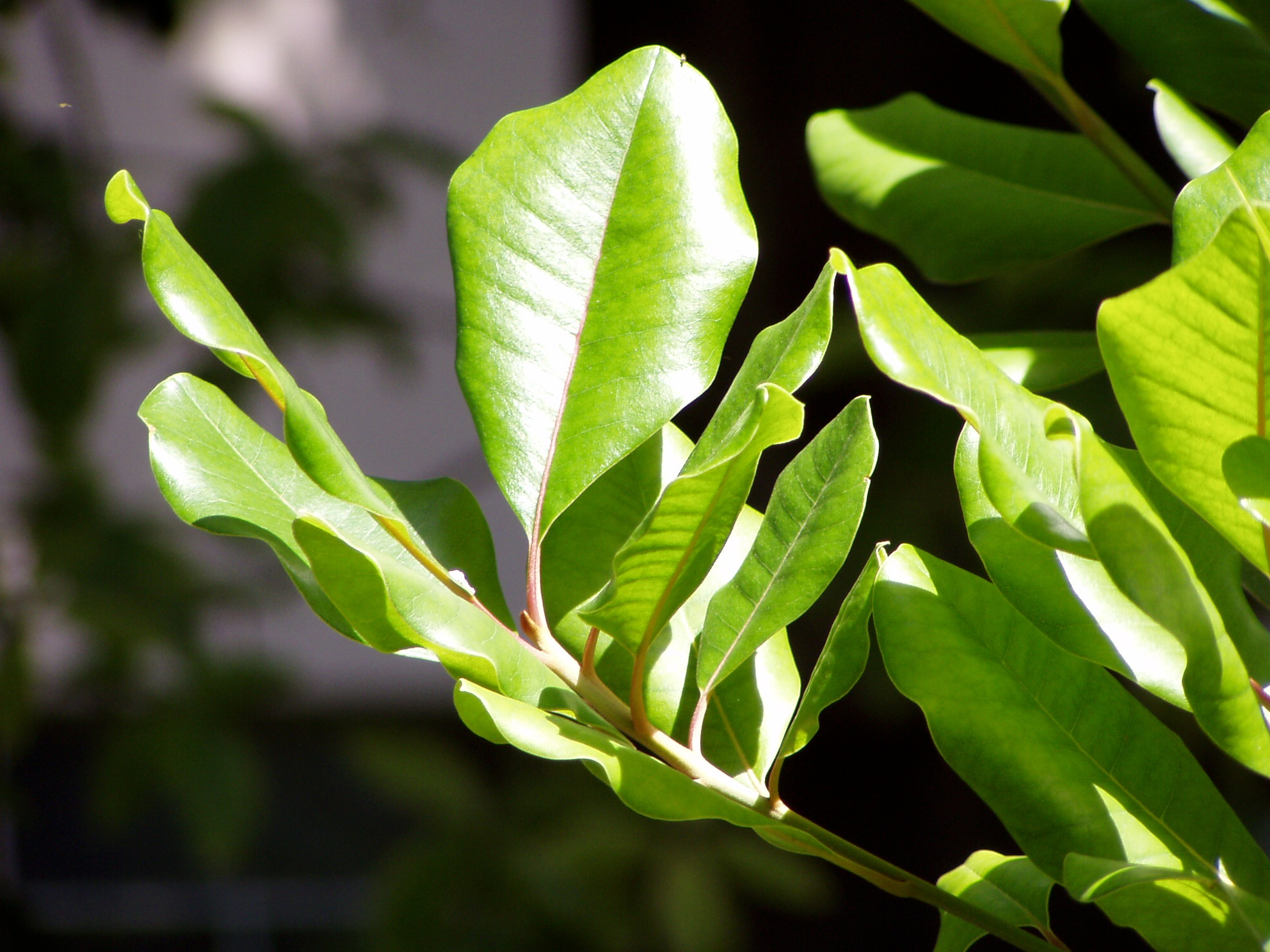
Folhas de Sideroxylon marmulano

Sideroxylon L. é um género botânico pertencente à família Sapotaceae.

## Sinonímia
| - Apterygia Baehni - Auzuba Juss. - Bumelia Sw. - Calvaria Comm. ex C.F. Gaertn. - Cryptogyne Hook.f. - Decateles Raf. - Dipholis A. DC. - Edgeworthia Falc. - Handeliodendron Rehder - Lyciodes Kuntze - Mastichodendron (Engl.) H.J. Lam | - Monotheca A. DC. - Reptonia A. DC. - Robertia Scop. - Roemeria Thunb. - Sclerocladus Raf. - Sclerozus Raf. - Sinosideroxylon (Engl.) Aubrév. - Spiniluma (Baill.) Aubrév. - Spondogona Raf. - Tatina Raf. |

## Espécies
| - Sideroxylon acutangulum Ducke - Sideroxylon alachuense - Sideroxylon americanum (Mill.) T.D. Penn. - Sideroxylon argenteum Pierre - Sideroxylon australe - Sideroxylon bangii Rusby - Sideroxylon betsimisarakum Lecomte - Sideroxylon bolivianum Rusby - Sideroxylon borbonicum A.DC. - Sideroxylon boutonianum - Sideroxylon capiri - Sideroxylon celastrinum (Kunth) T.D. Penn. - Sideroxylon cinereum - Sideroxylon costatum - Sideroxylon crassipedicellatum Mart. & Eichler Baehni - Sideroxylon cubense - Sideroxylon cuneatum Raunk. - Sideroxylon cuspidatum A.DC. - Sideroxylon cylindrocarpum Poepp. - Sideroxylon cymosum - Sideroxylon cyrtobotryum Mart. - Sideroxylon eerwah - Sideroxylon elegans A.DC. - Sideroxylon eriocarpum - Sideroxylon floribundum Griseb. - Sideroxylon foetidissimum Jacq. - Sideroxylon galeatum - Sideroxylon gardnerianum A.DC. - Sideroxylon grandiflorum - Sideroxylon grandifolium - Sideroxylon guyanense A.DC. - Sideroxylon horridum (Griseb.) T.D.Penn. - Sideroxylon inerme L. - Sideroxylon lanuginosum Michx. - Sideroxylon leucophyllum | - Sideroxylon lycioides L. - Sideroxylon macranthum - Sideroxylon majus (Gaertn.f.) Baehni - Sideroxylon marginatum (Decne. Ex Webb) - Sideroxylon marmulano - Sideroxylon mascatense (A. DC.) T.D. Penn. - Sideroxylon mastichodendroides - Sideroxylon obovatum – Breakbill - Sideroxylon obtusifolium (Roem. & Schult.) T.D.Penn. - Sideroxylon occidentale (Hemsl.) T.D.Penn. - Sideroxylon pacurero Loefl. - Sideroxylon palmeri - Sideroxylon persimile (Hemsl.) T.D. Penn. - Sideroxylon portoricense Urb. - Sideroxylon puberulum - Sideroxylon reclinatum Michx. - Sideroxylon repens (Urb. e Ekman) T.D. Penn. - Sideroxylon reticulatum Britton - Sideroxylon robustum Mart. & Eichler - Sideroxylon rufum Mart. & Eichler - Sideroxylon rugosum Roem. & Schult. - Sideroxylon saldanhaei Glaz. - Sideroxylon salicifolium (L.) Lam - Sideroxylon saxorum Lecomte - Sideroxylon sessiliflorum - Sideroxylon spinosum - Sideroxylon spruceanum Mart. & Miq. - Sideroxylon stevensonii (Standl.) T.D. Penn. - Sideroxylon tempisque - Sideroxylon tenax L. - Sideroxylon thornei - Sideroxylon venulosum Mart. &Eichler - Sideroxylon wightianum S. Mori |

- Lista completa

## Classificação do gênero
| Sistema | Classificação                      | Referência               |
| ------- | ---------------------------------- | ------------------------ |
| Linné   | Classe Pentandria, ordem Monogynia | Species plantarum (1753) |